# ويب مظلم

مخطط توضيحي لمستويات الويب المختلفة على شكل جبل جليدي

الويب المظلم (بالإنجليزية: dark web) (نقحرة: دارك ويب) هو محتوى الشبكة العنكبوتية العالمية الموجود في الشبكات المظلمة والذي يستخدم الإنترنت ولكنه يحتاج برمجيات وضبط وتفويض خاص للولوج إليه. يشكل الويب المظلم جزء صغير من الويب العميق وهو جزء من الويب لا تُفهرسه محركات البحث، ولكن أحياناً يُستخدم مصطلح «ديب ويب» بصورةٍ خاطئةٍ للإشارةِ إلى الويب المظلم.
تتكون الشبكات المظلمة والتي تُؤلِف الويب المظلم من شبكات صغيرة من نوع صديق لصديق (F2F) ند لند (P2P)، بالإضافة إلى شبكات ذات شعبية كبيرة مثل تور وفرينت وآي 2 بي وتديرها منظمات عامة أو أفراد. يشير مستخدمو الويب المظلم إلى شبكة الإنترنت العادية باسم «الكليرنت» (Clearnet) والتي تعني بالعربية «الشبكة النظيفة» بسبب طبيعتها غير المشفرة. في حين أن شبكة الإنترنت المظلم تعمل على نظام التشفير، فمثلا شبكة تور (Tor) قد يُطلق عليها في النظام المشفر اسم «أونيون لاند» (onionland) والتي تعني «أرض البصل».
يُعد الإنترنت المظلم جزءاً مهماً من منظومة الإنترنت. حيث يسمح بإصدار المواقع الإلكترونية ونشر المعلومات بدون الكشف عن هوية الناشر أو موقعه.
يمكن الوصول إلى الإنترنت المظلم من خلال خدمات معينة مثل خدمة Tor. يستخدم العديد من مستخدمي الإنترنت نظام تور (Tor) وخدمات مماثلة كطريقة لتوفير حرية التعبير عن الرأي والإرتباط والوصول إلى المعلومات وحق الخصوصية.

## المصطلحات
يكثر الخلط بين الويب المظلم والويب العميق، وتعني تلك الأجزاء من الويب التي لا تستطيع محركات البحث العادية الولوج إليها.
| نوع                           | نسبة |
| ----------------------------- | ---- |
| قمار                          | 0٫4  |
| مسدسات                        | 1٫4  |
| دردشة                         | 2٫2  |
| جديد (لم يتم فهرسته حتى الآن) | 2٫2  |
| إساءة                         | 2٫2  |
| كتب                           | 2٫5  |
| دليل                          | 2٫5  |
| مدونة                         | 2٫75 |
| إباحية                        | 2٫75 |
| استضافة                       | 3٫5  |
| قرصنة                         | 4٫25 |
| بحث                           | 4٫25 |
| مجهول                         | 4٫5  |
| منتدى                         | 4٫75 |
| مزيف                          | 5٫2  |
| كشف فساد                      | 5٫2  |
| ويكي                          | 5٫2  |
| بريد                          | 5٫7  |
| بيتكوين                       | 6٫2  |
| احتيال                        | 9    |
| تسوق                          | 9    |
| مخدرات                        | 15٫4 |

## قضايا الأمن
الإنترنت المظلم تلقى اهتماماً في عام 2001 عندما كانت العديد من المؤسسات الأمنية، بما فيها شبكات آربور قاموا بتمييز شبكات مظلمة خطيرة محتملة مزروعة لحجب الخدمة وغير ذلك من الهجمات والنشاط غير المشروع.

## محتوى الإنترنت المظلم
أجرى الباحث غاريث أوين من جامعة بورتسموث دراسة في ديسمبر عام 2014، توصل فيها إلى  النوع الأكثر شيوعا من المحتوى على تور يتعلق بمواد الاستغلال الإباحي للأطفال، ويليها الأسواق السوداء، في حين أن المواقع الفردية التي سجلت أعلى زيارة أو دخول  كانت تلك المخصصة لعمليات البوتنت (botnet). وكذلك منتديات النقاش السياسي. ومواقع تقديم الخدمات المتعلقة بالغش وخدمات طلب البريد.

## الأسماء التعريفية
إنترنت عميق ومظلم ولايوجد به أي خواص من جوجل حيث يمكن القول إنه لا يمكن الوصول إلى مواقع الإنترنت المظلم إلا من خلال شبكات محددة مثل Tor و I2P والمواقع التي يمكن أن تصل إليها " Tor " تستخدم على نطاق واسع بين مستخدمي الإنترنت المظلم ويمكن تحديدها من المجال "  onion. " وفي حين يركز تور " Tor "  على توفير الوصول المجهول إلى الإنترنت، فإن I2P متخصص في السماح بإضافة أي شخص مجهول من المواقع الأخرى، فهُوِيّات مستخدمي الإنترنت المظلم ومواقعهم تبقى مجهولة ولا يمكن تتبعها بسبب النظام المعقد والمتراكب للتشفير الذي يقوم على عدد كبير من الخوادم الوسيطة التي تحمي هوية المستخدمين وتضمن عدم الكشف عن هويتهم، ولا يمكن فك تشفير المعلومات المرسلة إلا بوساطة عقدة لاحقة في المخطط، مما يؤدي إلى عقدة الخروج. والنظام المعقد يجعل من المستحيل تقريبا إعادة إنتاج مسار العقدة وفك تشفير طبقة المعلومات حسب الطبقة نظرا لقوة  مستوى التشفير، والمواقع ليست قادرة على تتبع تحديد الموقع الجغرافي والملكية الفكرية من مستخدميها وكذلك المستخدمين غير قادرين على الحصول على هذه المعلومات حول المضيف. وهكذا تشفر الاتصالات بين مستخدمي الأنترنت المظلم مما يسمح لهم بالتحدث، وتبادل الملفات تبادلًا سريًا للغاية.
و يستخدم الإنترنت المظلم أيضا في أنشطة غير مشروعة، مثل التجارة غير المشروعة، والمنتديات، وتبادل وسائل الإعلام للمراهقين جنسيا والإرهابيين. وفي الوقت نفسه، أنشأت المواقع التقليدية إمكانية الوصول لمتصفح Tor لتوفر الجهد الذي يمكن أن يبذلوه في رحلة البحث عنه، كما عمدت بعض المواقع إلى عدم تمكين الدخول إليها إلا لمستخدمي Tor ، فعلى سبيل المثال، أطلقت ProPublica نسخة جديدة من موقعها الإلكتروني وهي متاحة – حصريا- لمستخدمي تور.

## سوق الإنترنت المظلم
لقد لاقت الأسواق التجارية على الإنترنت المظلم (Dark net Markets) تغطية إعلامية كبيرة، التي تتعلق  في المعاملات المتعلقة بالمخدرات غير المشروعة وغيرها من السلع، وبدأت بشعبية موقع «سيلك رود» (بمعنى طريق الحرير) وسوق ديابولو بمعنى (سوق إبليس)، ثم استولت عليها السلطات القانونية. وتشغل الأسواق الأخرى ببيع البرمجيات والأسلحة. وقد جرت محاولة فحص الاختلافات في الأسعار في السوق المظلم على شبكة الإنترنت مقابل أسعارها الحقيقية على أرض الواقع أو عبر الشبكة العالمية، فضلا عن دراسة نوعية السلع المعروضة للبيع على شبكة الإنترنت المظلم. وأجريت إحدى هذه الدراسات على نوع من المخدرات غير القانونية وجدت في تطور، وحظي موقع «كريبتوماركيت» (Crypto markets) بأكثر قدر من الشعبية في مجال بيع المخدرات خلال الفترة الممتدة من يناير 2014 حتى مارس 2015. ومن الأمثلة على النتائج التحليلية عن المعلومات الرقمية، مثل طرق الإخفاء وبلد الشحن، تبدو دقيقة، «ولكن تبين أن نقاء المخدرات غير المشروعة ويختلف ذلك عن المعلومات المشار إليها في قوائم كل منها». ودوافع للوصول إلى هذه الأسواق والعوامل المرتبطة باستخدامها.

## مواقع الإنترنت المظلم

### مواقع القرصنة
توجد مواقع مخصصة للهاكرين والقراصنة المحترفين، تخترق هذه المواقع مقابل مبالغ مالية معينة من المال.تباع ايضاً برامج ودورات الاختراق النادرة والتي لا يعرف أحد شيئاً عنها.تعتبر هذه المواقع من المواقع الخطرة لأن أصحابها والعاملين فيها هم من عمالقة الاختراق ولا يعتبر التعامل معهم أمر سهل إذ قد تخترق عند دخولك أحد مواقعهم أو تحميل شيء من محتوى مواقعهم.

### مواقع صناعة السلاح
مواقع لتعليم صناعة السلاح والمتفجرات وهي من المواقع التي تحاربها الحكومات باستمرار.

### مواقع تجارة الأعضاء البشرية
يوجد في النت المظلم الكثير من مواقع تجارة الأعضاء البشرية وتعرض ايضاً وتحدد لها أسعار معينه.

## التصيد والاحتيال
التصيد عبر المواقع المستنسخة وغيرها من مواقع الاحتيال الكثيرة، مع الأسواق darknet غالبا ما يعلن عنها مع عناوين المواقع الاحتيالية.

## الألغاز
الألغاز مثل سيكادا 3301 والخلفاء، وتستخدم في بعض الأحيان الخدمات المخفية من أجل تقديم المزيد من الأدلة المجهوله، وغالبا ما تزيد التكهنات بشأن هوية المبدعين.

## المواد الإباحية غير القانونية
هناك إجراءات منتظمة لتنفيذ القانون ضد المواقع التي تقوم بتوزيع المواد الإباحية للأطفال عن طريق الإضرار بالموقع من خلال توزيع البرامج الضارة على المستخدمين. تستخدم المواقع أنظمة معقدة من الأدلة والمنتديات والتنظيم المجتمعي. ومحتويات أخرى تشمل التعذيب الجنسي وقتل الحيوانات والانتقام الإباحي.

## الإرهاب
هناك بعض المواقع الحقيقية والاحتيالية التي يدعى أنها تستخدم من قبل تنظيم (داعش)، بما في ذلك أحد المواقع المزورة التي استولي عليها في عملية Onymous. في أعقاب هجمات باريس في نوفمبر عام 2015.
اخترقت مجموعة قراصنة تدعى (GhostSec) تابعة لشركة غير معروفة الهوية موقع فعلي واستبدلت بإعلان عن بروزاك. ووجد أن جماعة (Rawti Shax) المتطرفة تعمل على الإنترنت المظلم في آنٍ واحد.

## وسائل التواصل الاجتماعي
يوجد على منصات الويب المظلم وسائل تواصل اجتماعية ناشئة مماثلة لتلك الموجودة على الشبكة العالمية. وقد بدأت شركة فيسبوك وغيرها من مواقع وسائل التواصل الاجتماعية المعروفة بجعل إصدارات الويب المظلم من مواقعها على الإنترنت لمعالجة المشاكل المرتبطة بالمنصات التقليدية، ومواصلة خدمتهم في جميع مجالات الشبكة العالمية.

## البوتات الآلية
البوتات الآلية (Botnets) هي شبكة من الحواسيب الخاصة التي تحمل برامج ضارة ويتحكم بها مجموعة غير معروفة من الأشخاص، وتقوم بأعمال إلكترونية غير مرغوب فيها، من نحو إرسال رسائل مرغوب عنها.

## وصلات خارجية
- «الإنترنت المظلم»، تقرير من (CR&T) (بالإنجليزية)
- «النزعات في إنكار خدمة تقنية الهجوم» (بي دي إف) من (CERT)
- مقالة بعنوان «فضاء الإنترنت المظلم يخفي قذارات الويب» (14 نوفمبر 2001) (بالإنجليزية)
- «البعثة إلى الشّبكة المفقودة» - بي بي سي (26 ديسمبر 2001) (بالإنجليزية)
- كيف يستخدم الإرهابيون الإنترنت - مقابلة لهيئة الإذاعة الأسترالية مع البروفيسور هسينشون تشين. (بالإنجليزية)